# 第一生命ホールディングス
第一生命ホールディングス株式会社（だいいちせいめいホールディングス、英: Dai-ichi Life Holdings, Inc.）は東京都千代田区有楽町に本社を置く、日本の金融持株会社。2016年10月1日、旧商号の第一生命保険株式会社から変更した。2010年4月以降、2代目第一生命保険の組織形態も株式会社であり、多くの生命保険会社に見られる相互会社形態ではない。
日経平均株価およびTOPIX Large70、JPX日経インデックス400の構成銘柄の一つ。
2026年4月1日、生命保険事業以外のセグメント拡大を見据え、社名を第一ライフグループに変更することを予定している。また、第一生命保険を除くグループ各社も、「第一ライフ」を冠した社名に変更する。

## 概要
1902年（明治35年）9月15日、日本初の相互会社形式による生命保険会社として設立された。日本国内で初の相互会社であるという意味を込めて、社名に「第一」という文字を戴いていた。
総資産ではかんぽ生命保険、日本生命保険に次ぐ業界3位である。
2010年（平成22年）4月1日、株式会社への改組と、東証第一部市場に新規上場。改組にあたり、保険契約者には保険金支払実績に応じて、株式の受取り、若しくは相当分の現金支給の何れかを選択する措置を講じた。
2011年（平成23年）3月29日、日経平均株価の構成銘柄に採用された。

## 特徴

### 株式会社への転換上場
東証は株主数の多さ（約150万人）や注目度・知名度の高さ等を鑑み、売買注文殺到によるシステム障害等を防ぐため、上場初日の取引について、13:00に1度だけ売買を成立させる「一本値方式」で初値を決定し、その1回限りで当日の取引を終了させる特別措置を講じた。
初値は公開価格（14万円）より2万円高い16万円であった。株式会社への改組にあたって多くの保険契約者が同社株式を受け取ったため、2012年3月31日現在で約100万人を超える株主を抱える。

### 上場後の株価水準
脚注の産経新聞報道によると、上場後の株価は値下がり傾向にある。2010年6月28日の上場後初の株主総会では、ほぼ全ての株主が「含み損」を抱えた状態での総会開催となったため、多くの株主から、株価に関する強い調子の発言が相次いだと報道されている。
株主からの質問に対し、会社側は「海外を含めた成長分野に取り組んでいく。マーケットに対して説明をしっかりしてコミュニケーションを取っていきたい」、「私どものIRはまだまだ不足している。IR活動にしっかり取り組んでいきたい」と答えた。

### 業務提携
みずほフィナンシャルグループとは全面的に業務提携を行っている。また、2000年（平成12年）8月に安田火災海上保険（後の損害保険ジャパン日本興亜、現在の2代目損害保険ジャパン）、同年9月にアメリカンファミリー（現：アフラック生命保険）、2007年7月にりそなホールディングスと業務提携した。さらに、金融機関代理店向け商品の提供を目的に、業界ではじめて生保子会社として第一フロンティア生命を設立した。

## 沿革
- 1902年（明治35年）9月15日[16]- 農商務省で保険業法の起草に携わった日本生命社医の矢野恒太が日本初の相互会社として、第一生命保険相互会社を創立する。初代社長は柳沢保恵。
- 2007年（平成19年）12月6日 - 会社の形態を相互会社から株式会社へ改組することを発表。
- 2010年（平成22年）4月1日[17]- 第一生命保険株式会社に組織変更。同時に、東証第一部市場に新規上場。
- 2016年（平成28年）3月29日 - 同業のかんぽ生命保険と業務提携で合意[18]。
- 2016年（平成28年）10月1日 - 持株会社制への移行と[19]、みずほFGと資産運用事業の共同事業化[20][21]。

　1. 第一生命の持株会社制への移行
| ① 生命保険事業を、2代目第一生命保険（旧第一生命分割準備）として分社化。 ③ 第一生命HDは、監査等委員会設置会社に移行。 |  | ② 初代第一生命保険から、第一生命ホールディングス株式会社に商号変更。 |

　2. 第一生命とみずほFGの資産運用事業の統合新会社、アセットマネジメントOne（アセマネOne）を設立。
| ① アセマネOneがDIAMアセットマネジメント、みずほ投信投資顧問、新光投信を吸収合併。 |  | ② アセマネOneが、みずほ信託銀行の資産運用部門を吸収。 |

- 2016年（平成28年）12月26日 - 連結子会社のネオファースト生命保険と共に、ふくおかフィナンシャルグループとiBankマーケティング（ふくおかFG子会社）と業務提携で合意[22]。
- 2017年（平成29年）2月21日 - オーストラリア法人のTAL社が大手航空会社のカンタス航空と、生命保険で業務提携[23]。
- 2018年（平成30年）4月23日 - 楽天グループの楽天生命保険と業務提携[24]。
- 2019年（平成31年）2月1日 - アイペット損害保険と業務提携[25]。
- 2019年（令和元年）10月1日 - 第一ビルディングを子会社化[26]。
- 2020年（令和2年）6月9日 - 海外事業の中間持株会社体制への移行を発表[27]。

| ① 2020年7月～9月をめどに、中間持株会社として第一生命インターナショナルホールディングスを設立。 |  | ② 同年10月以降をめどに、海外子会社の管理機能を第一生命インターナショナルHDに移譲する。 |

- 2020年（令和2年）10月1日 - 相互住宅を子会社化[28]。
- 2020年（令和2年）11月19日 - 2代目第一生命保険、QOLead、みずほ銀行、みずほ情報総研、みずほ第一フィナンシャルテクノロジーの5社間で、ヘルスケア分野で業務提携[29]。
- 2020年（令和2年）11月19日 - 連結子会社の第一生命保険がIBJと、婚活支援で業務提携[30]。
- 2020年（令和2年）12月9日 - 一部海外子会社[注釈 1]の保有分全株式を、中間持株会社の第一生命インターネショナルHDに移管したことを発表[31]。
- 2021年（令和3年）1月7日 - 英国領バミューダ諸島に設立した再保険会社が業務を開始したこと。また、その第1号案件として第一フロンティア生命からの引受けを行うことを発表した[32]。
- 2021年（令和3年）2月4日 - ジャナス・ヘンダーソン社との資本・業務提携契約を一旦解消し、新たに業務提携を締結した[33]。
- 2021年（令和3年）3月8日 - インド当局の必要な諸認可手続きが完了し、首都ニューデリーに駐在員事務所を開設したことを発表[34]。
- 2021年（令和3年）4月9日 - 少額短期保険の子会社の第一スマート少額短期保険が開業[35]。
- 2022年（令和4年）8月1日 - 資産運用の開発子会社として、バーテックス・インベストメント・ソリューションズを設立[36]。
- 2023年（令和5年）1月17日 - 大手ペット保険のアイペットホールディングスを買収[37]。
- 2024年（令和6年）3月 - ベネフィット・ワンを子会社化[38][39]。
- 2024年（令和6年）6月28日 - 連結子会社のアイペット損害保険が、アイペットHDを吸収合併[40]。
- 2024年（令和6年）12月 - 大手不動産仲介のAnd Doホールディングスと資本業務提携[41]。
- 2025年（令和7年）2月25日 - 大手総合商社の丸紅と、国内不動産事業を統合すると発表[42]。同年7月1日をめどに、第一生命HDと丸紅の折半出資で国内不動産事業の中間持株会社を設立し、それぞれの国内不動産事業の子会社を集約する[43]。
- 2025年（令和7年）5月13日 - 中間持株会社の第一生命インターナショナルHDがOcean Life Insurance PCLの保有分全株式（24％）を、同社創業者一族に売却すると発表[注釈 2][44][45]。
- 2025年（令和7年）5月30日 - 英国大手生保のM&Gと戦略的パートナーシップを締結[46]。同社の株式約15.0％を、約1648億円で取得[47][48]。
- 2025年（令和7年）7月1日 - 大手総合商社の丸紅と、国内不動産事業の統合が完了。第一生命HDと丸紅の折半出資により、中間持株会社の第一ライフ丸紅リアルエステートを設立[49]。
- 2026年（令和8年）4月1日 - 社名を第一ライフグループに変更される予定。

## 歴代社長
| 代                       | 氏名         | 就任日       | 退任日       | 出身校                                               | 備考 |
| 第一生命保険             | 第一生命保険 | 第一生命保険 | 第一生命保険 | 第一生命保険                                         |      |
| ------------------------ | ------------ | ------------ | ------------ | ---------------------------------------------------- | ---- |
| 1                        | 柳沢保恵     | 1902年       | 1915年       | 学習院（現・学習院大学）                             |      |
| 2                        | 矢野恒太     | 1915年       | 1938年       | 第三高等中学校（現・岡山大学医学部）                 |      |
| 3                        | 石坂泰三     | 1938年       | 1946年       | 東京帝国大学法学部（現・東京大学法学部）             |      |
| 4                        | 矢野一郎     | 1947年       | 1959年       | 東京帝国大学農学部（現・東京大学農学部）             |      |
| 5                        | 浜口吉兵衛   | 1959年       | 1964年       | 東京帝国大学法学部（現・東京大学法学部）             |      |
| 6                        | 矢田恒久     | 1964年       | 1970年       | 東京帝国大学法学部（現・東京大学法学部）             |      |
| 7                        | 塚本亮一     | 1970年       | 1977年       | 東北帝国大学法文学部（現・東北大学法学部、同文学部） |      |
| 8                        | 牧山公郎     | 1977年       | 1981年       | 東京帝国大学経済学部（現・東京大学経済学部）         |      |
| 9                        | 西尾信一     | 1981年       | 1987年       | 慶應義塾大学法学部                                   |      |
| 10                       | 桜井孝頴     | 1987年       | 1997年       | 東京大学経済学部                                     |      |
| 11                       | 森田富治郎   | 1997年       | 2004年       | 東京大学法学部                                       |      |
| 12                       | 斎藤勝利     | 2004年       | 2010年       | 一橋大学商学部                                       |      |
| 13                       | 渡邉光一郎   | 2010年       | 2016年       | 東北大学経済学部                                     |      |
| 第一生命ホールディングス |              |              |              |                                                      |      |
| 13                       | 渡邉光一郎   | 2016年       | 2017年       | 東北大学経済学部                                     |      |
| 14                       | 稲垣精二     | 2017年       | 2023年       | 慶應義塾大学経済学部                                 |      |
| 15                       | 菊田徹也     | 2023年       | 現職         | 一橋大学商学部                                       |      |

## グループ理念
- グループミッション

一生涯のパートナー（相互会社時代から）
- グループビジョン

いちばん、人を考える会社になる。
株式会社への転換に合わせて、グループ全体の新スローガンとして制定された。

## 国内保険事業
参照：
- 第一生命保険株式会社（第一生命HD 100.0％）- 大手生保サービス[52]

【保険関連】
| - 株式会社アルファコンサルティング（第一生命 100.0%）- 保険代理店業務 - アセットガーディアン株式会社（第一生命 100.0%）- FPサービス - 日本インベスター・ソリューション&テクノロジー株式会社（第一生命 18.7%）- iDeCoの運営管理業務 |  | - 第一スマート少額短期保険株式会社（第一生命 100.0%）- 少短保険サービス - 企業年金ビジネスサービス株式会社（第一生命 49.0%、日本生命 51.0%）- 企業年金の制度管理業務 - Dai-ichi Life Insurance Myanmar Ltd.（第一生命 100.0%）- ミャンマーの生保サービス |

【アセットマネジメント関連】
| - エイ・エフ・ビル管理株式会社（第一生命 80.0%）- アクロス福岡の維持管理 - リファーレ管理株式会社（第一生命 20.0%）- リファーレの維持管理 |  | - ジャパンエクセレントアセットマネジメント株式会社（第一生命 26.0％、日鉄興和不動産 74.0%）- 投資運用業 |

【総務関連・その他】
| - 第一生命ビジネスサービス株式会社（第一生命 100.0%）- 印刷、保管発送の代行サービス - 第一生命カードサービス株式会社（第一生命 50.1%）- クレジットカードサービス、収納代行サービス |  | - 第一生命チャレンジド株式会社（第一生命 100.0%）- 特例子会社（バックオフィス業務） - みずほ第一フィナンシャルテクノロジー株式会社（第一生命 30.0%、みずほ銀行 60.0%、損害保険ジャパン 10.0%）- フィンテックの研究開発、コンサルタントサービス |

| - 第一フロンティア生命保険株式会社（第一生命HD 100.0%）- 貯蓄性保険商品（個人年金保険、終身保険等）の提供 - アイペット損害保険株式会社（第一生命HD 100.0%）- 大手ペット保険サービス |  | - ネオファースト生命保険株式会社（第一生命HD 100.0％）- 保険契約者向けの保険商品（医療保険等）の提供 |

## 海外保険事業
地域統括会社
- DLI North America Inc.（第一生命HD 100.0%）- 北米事業を統括する中間持株会社
- 第一生命インターナショナルホールディングス合同会社（「DLI」、第一生命HD 100.0%）- 海外保険事業を統括する中間持株会社

アジア・パシフィック
| - TAL Dai-ichi Life Australia Pty Ltd（DLI 100.0％）- 中間持株会社 - Tower Australia Group Ltd（TAL Dai-ichi Life 100.0%）- 保険持株会社 - TAL Life Ltd（TAL 100.0%）- オーストラリア最大の生保 - TAL Life Insurance Services Ltd（TAL 100.0%）- 保険代理店業務 - Dai-ichi Life Insurance Company of Vietnam, Ltd（DLI 100.0%）- ベトナム大手の生保サービス - Dai-ichi Life Insurance (Cambodia) PLC.（DLI 100.0％）- カンボジアでの生保サービス |  | - Partners Group Holdings Ltd（DLI 100.0％）- 保険持株会社 - Partners Life Ltd（Partners Group HD 100.0%）- ニュージーランド最大の生保サービス - PT Panin International（DLI 36.8%、PT Panin Financial Tbk 63.2%）- 中間持株会社 - PT Panin Dai-ichi Life（第一生命HD 5.0％、PT Panin International 95.0%）- インドネシア大手生保サービス - Star Union Dai-ichi Life Insurance Co.,Ltd.（インド銀行他との共同出資）- インドの生保サービス（貯蓄系商品等） |

北米
- Protective Life Corporation（DLI North America 100.0%）- 保険持株会社

| - Protective Life Insurance Company（PLC 100.0%）- 米国の中堅生保サービス - Protective Life and Annuity Insrance Company（Protective Life Insurance 100.0%）- ニューヨークの生保・年金サービス - West Coast Life Insurance Company（Protective Life Insurance 100.0％）- 米国の保険ソリューションサービス - MONEY Life Insurance Company（AXA Financial Inc.との共同出資）- 米国の生保サービス |  | - ShelterPoint Group, Inc.（PLC 100.0%）- 保険持株会社 - ShelterPoint Life Insurance Company（ShelterPoint Group 100.0%）- 団体向け生保サービス - ShelterPoint Insurance Company（ShelterPoint Group 100.0%）- 短期所得補償保険の提供等 - Protective Property & Casualty Insurance Company（PLC 100.0％）- 米国の（火災保険、海上保険を除く）損保サービス |

| - DL - Canyon Investments LLC（第一生命HD 100.0%）- 中間持株会社 - CP New Co LLC（DL - Canyon 19.9%、Canyon Holdco LLC 80.1%）- 中間持株会社 - Canyon Partners, LLC（CP New Co 100.0%）- オルタナティブ投資 |  | - Asset Management One USA Inc.（第一生命HD 49.0%、Mizuho Americas, LLC. 51.0%）- 米国のアセットマネジメント事業 - Dai-ichi Life Reinsurance Bermuda Ltd.（第一生命HD 100.0%）- 英国領バミューダ諸島の再保険事業 |

欧州
- Dai-ichi Life International (Europe) Limited（第一生命HD 100.0％）- 欧州の調査業務

## アセットマネジメント事業
| - アセットマネジメントOne株式会社（第一生命HD 49.0%、みずほフィナンシャルグループ 51.0%）- 日本最大のアセットマネジメント事業 - バーテックス・インベストメント・ソリューションズ株式会社（第一生命HD 100.0％）- アセットマネジメント事業 |  | - トパーズ・キャピタル株式会社（第一生命HD 73.1%、野村ホールディングス 10.0%）- 日本最大のプライベート・デット |

## 不動産事業
- 第一ライフ丸紅リアルエステート株式会社（「DMRE」、第一生命HD 50.0%、丸紅 50.0%）- 不動産事業を統括する中間持株会社

【アセットマネジメント】
| - 第一生命リアルティアセットマネジメント株式会社（DMRE 100.0%）- 私募リート・私募ファンドの運用 |  | - 丸紅リートアドバイザーズ株式会社（DMRE 100.0%）- J-REITの資産運用 - 丸紅アセットマネジメント株式会社（DMRE 100.0%）- 私募リートの運用 |

【デベロッパー】
| - 相互住宅株式会社（DMRE 85.5%、第一ビルディング 14.5%）- 総合不動産デベロッパー |  | - 丸紅都市開発株式会社（DMRE 100.0%）- 総合不動産デベロッパー |

【プロパティマネジメント】
| - 株式会社第一ビルディング（DMRE 100.0%）- 総合プロパティマネジメント |  | - 丸紅リアルエステートマネジメント株式会社（DMRE 100.0%）- 総合プロパティマネジメント |

## その他事業
福利厚生
- 株式会社ベネフィット・ワン（第一生命HD 100.0％）- 総合福利厚生サービス「Benefit Station」の運営等

| - 株式会社トラスト（ベネフィット・ワン 33.5%）- ユーザー系Sler - Benefit One USA, Inc.（ベネフィット・ワン 100.0%）- 米国のインセンティブ・ポイント事業 - 貝那商務諮詢（上海）有限公司（ベネフィット・ワン 100.0%）- 中国でのインセンティブ・ポイント事業 |  | - Benefit One International Pte. Ltd.（「BOI」、ベネフィット・ワン 100.0%）- 海外事業の中間持株会社 - Benefit One (Thailand) Co., Ltd.（BOI 49.0%）- タイのインセンティブ・ポイント事業 - PT. Benefit One Indonesia（BOI 97.4%）- インドネシアのインセンティブ・ポイント事業 |

ヘルスケア
- 株式会社 QOLead（第一生命HD 100.0%）- ヘルスケア・シニア領域でのサービス提供等

コーポレート
| - 第一生命テクノクロス株式会社（第一生命HD 100.0％）- 金融系Sler。旧第一生命情報システム。 - 日本物産株式会社（第一生命、第一ビルディング他12社の共同出資）- 総合商社 |  | - 株式会社第一生命経済研究所（第一生命HD 81.7％）- 生保系シンクタンク |

## 関連団体
- 公益財団法人矢野恒太記念会
- 一般財団法人第一生命財団
- 公益財団法人心臓血管研究所
- 公益財団法人国際保険振興会

## 社会との関わり

### 保有株
- 竹中工務店
- 清水建設

### 提供番組
- 世界が驚いたニッポン! スゴ〜イデスネ!!視察団（テレビ朝日系列）[注釈 3]

### 終了した提供番組
- 日曜エンターテインメント（テレビ朝日系列）※2016年10月 - 2017年3月[注釈 4]